# Марті Фрідлендер
Марта «Марті» Фрідлендер (CNZM) (уроджена Гордон; 19 лютого 1928, Іст-Енд, Лондон, Велика Британія — 14 листопада 2016, Окленд, Нова Зеландія) — новозеландський фотограф, яка емігрувала з Англії у 1958 році. Вона була відома фотографуванням та документуванням людей, місць і подій Нової Зеландії, і вважалася однією з найкращих фотографів.

## Раннє життя
Фрідлендер народилася 19 лютого 1928 року у Іст-Енді в Лондоні в родині єврейських емігрантів з Києва. з трьох років вона зростала в єврейському дитячому будинку в Лондоні разом зі своєю сестрою Енн. Вона виграла стипендію в 14-річному віці і навчалась у школі мистецтв в Кембервеллі, де вона вивчала фотографію. З 1946 по 1957 рік вона працювала помічницею фотографів Дугласа Гласса, новозеландця, і Гордона Крокера. Вона вийшла заміж за Джерарда Фрідлендера, новозеландського німця єврейського походження, з яким Марті і поїхала в Нову Зеландію в 1958 році. У 1977 році набула новозеландського громадянства.

## Кар'єра
Перші враження Фрідлендер у Новій Зеландії полягали в незнайомій країні, інших землях, людях і соціальних звичаях у порівнянні з її попереднім досвідом. Вона почала робити фотографії на документи, щоб зрозуміти країну і людей навколо себе. Марті була особливо зацікавлена в людях і громадських рухах, особливо протестах і активістах — одна з перших фотографій, яку вона зняла в Новій Зеландії, була зроблена в Окленді в 1960 році, на якій люди протестують проти турне збірної Нової Зеландії з регбі по Південній Африці. Цю фотографію пізніше купили Бі-бі-сі та використали в телесеріалі з регбі.
Спочатку пара жила в Те-Атату-Саут, і Фрідлендер працювала асистентом стоматолога в стоматологічній практиці чоловіка. У 1964 році вона почала працювати позаштатним фотографом, а в 1972 році її робота стала добре відома завдяки її співпраці з соціальним істориком Майклом Кінгом, фотографуванням маорійских жінок і їх традиційні та-моко татуювання. Фрідлендер вважала цей проект головною подією її кар'єри, і в 2010 році вона пожертвувала серія з 47 портретів в Національний музей, музей Нової Зеландії в Те-Папа Тонгарева.
Кар'єра фотографа Марті тривала понад 40 років, протягом яких вона фотографувала широкий спектр питань, у тому числі знаменитих і звичайних людей, сільські та міські пейзажі. Її роботи були опубліковані в книгах, журналах і газетах, таких як Wine Review, New Zealand Listener  і British Journal of Photography. Вона провела виставки у різних галереях, у тому числі Галереї фотографів в Лондоні, Віньярд Таверн в Окленді (1966) і Художній музей Ваїкато (1975). У 2001 році ретроспективна виставка з 150 фотографій з 1957 по 1986 рік пройшла в оклендській художній галереї, після чого відбувся тур галереї по Новій Зеландії на наступний рік. У 2006 році робота Фрідлендер була включена до виставки сучасної новозеландської фотографії для фестивалю Internazionale di Roma, який згодом був також показаний у Pingyao International Photography Festival в Китаї.

### Публікації
Роботи Фрідлендер були опубліковані в книгах Moko: Maori Tattooing in the 20th Century (1972) з Майклом Кінгом; Larks in a Paradise (1974) з Джеймсом Макнішем;Contemporary New Zealand Painters A–M художників–М (1980) з Джимом і Мері Барром; Pioneers of New Zealand Wine (2002) з Діком Скоттом; Marti Friedlander: Photographs (2001) з Роном Браунсоном і Marti Friedlander  з проф. Леонардом Беллом (2009). Книга Marti Friedlander: Photographs була номінована у 2001 на книжкову премію Монтани.
У 2013 році Фрідлендер опублікувала автобіографію, Self-Portrait, написану з істориком Хуго Менсоном.

### Нагороди та визнання
Фрідлендер був стала компаньйоном новозеландського ордена «За заслуги» (CNZM) в області фотографії у 1999 році, , а в 2004 році вона була предметом документального фільму Ширлі Горрокс Marti: the Passionate Eyei. У 2007 році мистецький фонд Нової Зеландії запустив фотографічну премію Марті Фрідлендер, яку вручають раз на два роки. У 2011 році вона отримала премію мистецького фонду Нової Зеландії. Вона була названа почесним доктором літератури університету Окленда у 2016 році.

## Особисте життя
У жовтні 2016 року, Фрідлендер заявила, що вона страждає від пізньої стадії раку молочної залози. Вона померла в своєму будинку в Окленді 14 листопада 2016 року у віці 88 років. Вона була членом новозеландської Лейбористської партії і сфотографувала прем'єр-міністра країни Нормана Кірка в 1969 році.